# Гіпонатріємія
Гіпонатріємі́я — стан організму, за якого концентрація іонів натрію в плазмі крові падає нижче 135 ммоль / л (в нормі — 136—142 ммоль / л). Гіпонатріємію спричинює широкий перелік патологій.
У більшості пацієнтів симптоматика відсутня, але іноді можуть виявлятися симптоми хвороби, що спричинюють стан гіпонатріємії.
Сильна гіпонатріємія може породжувати осмотичний перерозподіл води з плазми крові до клітин організму, зокрема клітин мозку. Звичайними симптомами є запаморочення, блювання, головний біль та інше. По мірі поглиблення гіпонатріємії, можуть виникнути плутанина думок, заціпеніння (ступор) і кома. Оскільки запаморочення саме по собі є тригером екскреції АДГ (антидіуретичного гормону), існує можливість виникнення циклу посилення ефекту (позитивний зворотний зв'язок).

## Причини
Здебільшого гіпонатріємія пов'язана зі зниженням осмолярності плазми крові. Переважна більшість випадків гіпонатріємії у дорослих пов'язана з підвищеною активністю АДГ, який регулює баланс води в організмі. Отже, пацієнта з гіпонатріємією можна розглядати як пацієнта з підвищеною активністю АДГ. Завдання лікаря в такому разі полягає у визначенні причини підвищеної активності АДГ.
У пацієнтів з втратою об'єму крові, секреція АДГ підвищена оскільки скорочення обсягу крові є природним стимулом для секреції АДГ. Внаслідок цього нирки пацієнта утримують воду і виділяють дуже концентровану сечу. Лікування в такій ситуації — відновлення об'єму крові пацієнта, отже зменшення екскреції АДГ.
У деяких пацієнтів з гіпонатріємією обсяг крові є нормальним. У цих пацієнтів підвищений рівень активності АДГ і подальше утримання води може бути пов'язано з патофізіологічними причинами, такими, як біль або запаморочення. Іншою можливою причиною є синдром неадекватної секреції АДГ (SIADH). При цьому синдромі АДГ виділяється постійно, з рівнем істотно вищим від норми і найчастіше є побічною дією деяких лікарських засобів, проблем з легенями (пневмонія, абсцес, дрібноклітинний рак легені тощо), хвороб мозку, деяких типів раку.
Третя група пацієнтів з гіпонатріємією відзначається наявністю периферичних набряків. Рідина в набряклій тканині не бере участі в циркуляції і секвеструється. Через це вільний об'єм крові зменшується, а це, своєю чергою, призводить до виділення АДГ. Лікування таких пацієнтів повинно бути спрямоване на усунення причин набряків. У багатьох випадках це важко, оскільки справжніми причинами можуть бути цироз печінки або порок серця, лікування яких є проблемним.
Окремо потрібно розглядати пацієнтів, які вживають діуретики. Вони підвищують виділення рідини з сечею і як наслідок зменшення обсягу крові. Зменшення об'єму крові є стимулом для АДГ і утримання води нирками.
Сучасний сплеск летальності від гіпонатріємії пов'язаний з надмірним споживанням води під впливом метилендіоксиметамфетаміну («екстазі»).  Найбільшому ризику піддаються бігуни, які додають у вазі під час забігу, через надмірне споживання води.
Гіпонатріємія може розвиватися при роботі в умовах мікроклімату з підвищеною температурою.

## Гіпоосмолярна гіпонатріємія
Коли осмолярність плазми крові є низькою, обсяг позаклітинної рідини в організмі може бути в одному з трьох станів:

### Низький обсяг
Втрата води супроводжується втратою натрію
- Надмірне потовиділення
- Опіки
- Блювання
- Діарея
- Надмірне сечовиділення
  - Внаслідок вживання діуретиків
  - Аддісонова хвороба
  - Церебральний синдром сольової недостатності
  - Інші хвороби нирок

Необхідно лікувати причину недуги і здійснювати внутрішньовенні ін'єкції сольового розчину. Важливо відзначити, що швидке відновлення об'єму крові спричинює припинення екскреції АДГ. Відповідно, відновлюється нормальний діурез. Це може призвести до раптового та істотного зростання сироваткової концентрації натрію. 

### Нормальний обсяг
- Синдром неадекватної секреції АДГ (SIADH)
- При деяких випадках психогенної полідипсії (ненаситної спраги)

У разі SIADH демеклоциклін як антагоніст АДГ може бути корисним в лікуванні.

### Підвищений обсяг
При цьому вода утримується у організмі.
- Серцева недостатність
- Низький рівень секреції тиреоїдних гормонів і кортизолу
- Цироз печінки
- Нефроз
- Більшість випадків психологічної полідипсії

Значна гіпонатріємія може бути наслідком декількох годин інтенсивного фізичного навантаження під час високої температури довкілля, як то біг або ходьба по пустелі, або фізичні вправи на витривалість без відповідного споживання спортсменом електролітів.